# Isabelle Lissens
Pour les articles homonymes, voir Lissens.
Isabelle Lissens (Huy, le 28 septembre 1962) est une femme politique belge de langue française, membre du Mouvement réformateur.
Elle siégea comme députée de la circonscription de Huy-Waremme au Parlement wallon du 20 juillet 2004 au 7 janvier 2008.
Isabelle Lissens est actuellement échevine à Huy.